# I. e. 140-es évek
Évszázadok: i. e. 3. század – i. e. 2. század – i. e. 1. század
Évtizedek: i. e. 190-es évek – i. e. 180-as évek – i. e. 170-es évek – i. e. 160-as évek – i. e. 150-es évek – i. e. 140-es évek – i. e. 130-as évek – i. e. 120-as évek – i. e. 110-es évek – i. e. 100-as évek – i. e. 90-es évek
Évek: i. e. 149 – i. e. 148 – i. e. 147 – i. e. 146 – i. e. 145 – i. e. 144 – i. e. 143 – i. e. 142 – i. e. 141 – i. e. 140